# Wolfgang Höfeld
Wolfgang Höfeld (* 20. Januar 1889 in Stettin; † 23. Dezember 1965 in München) war ein deutscher Marineflieger, Ministerialbeamter und Intendant der Luftwaffe.

## Leben
Beförderungen
- 1. August 1908 Unterfeldwebel d. R. (Kaiserliche Marine)
- 19. April 1910 Vizefeldwebel d. R.
- 19. Oktober 1912 Leutnant d. R. der Marineinfanterie
- 23. Mai 1918 Oberleutnant d. R. der Marineinfanterie
- 1. April 1922 Regierungsrat (Reichsfinanzministerium)
- 20. März 1933 Oberregierungsrat (Reichsluftfahrtministerium)
- 23. Oktober 1933 Ministerialrat
- 20. April 1936 Ministerialdirigent
- 1. Mai 1937 Luftkreis-Intendant (Luftwaffe)
- 18. Juni 1940 General-Intendant
- 11. Dezember 1942 Generalstabs-Intendant

Als Einjährig-Freiwilliger trat er am 2. Oktober 1907 in Kiautschou in die Kaiserliche Marine, in das III. Seebataillon. Als Unteroffizier der Reserve entlassen, studierte er Rechtswissenschaft an der Eberhard-Karls-Universität Tübingen und der Friedrich-Wilhelms-Universität Berlin. Seit 1909 war er Mitglied (später Ehrenmitglied) des Corps Suevia Tübingen. Am 3. Februar 1912 bestand er das Erste Juristische Staatsexamen.

### Erster Weltkrieg
Nach Ausbruch des Ersten Weltkriegs diente er als Kompanieoffizier und Kompaniechef in der 2. Marine-Division (Deutsches Kaiserreich) und beim Küstenbataillon in Flandern. Von Juli 1916 bis Juli 1917 absolvierte er die Flieger- und Flugbeobachterausbildung bei der Seeflugstation Flandern I in Zeebrügge und beim 3. Seeflieger-Bataillon. Ab 23. Juli 1917 war er Kompanie- und Bataillonschef in der 2. Marine-Division (Deutsches Kaiserreich).

### Weimarer Republik
Nach dem Kriegsende am 20. Januar 1919 entlassen, schloss er sich dem Freikorps Lichtschlag an. Seit 1918 zum Dr. iur. promoviert, machte er in dieser Zeit, am 11. November 1919, das Zweite Juristische Staatsexamen.
Am 19. April 1920 wurde er Hilfsrichter beim Landgericht Cottbus. Nach einem halben Jahr bei der Deutschen Erdöl-AG war er Regierungsassessor bei den Finanzämtern Potsdam und Niederbarnim. Ende 1921 wechselte er zum Reichsfinanzministerium, das ihn als Regierungsrat bei den Berliner Finanzämtern Charlottenburg, Gesundbrunnen, Tempelhof und Alexanderplatz einsetzte.

### Zeit des Nationalsozialismus
Zum 1. Mai 1932 trat Höfeld der NSDAP bei (Mitgliedsnummer 1.104.399). Am 20. März 1933 kam er als Oberregierungsrat zum Reichskommissar für die Luftfahrt. Im Reichsluftfahrtministerium wurde er am 1. April 1936 zum Ministerialdirigenten ernannt. Als solcher saß er 1936/37 für die Reichsregierung im Aufsichtsrat der Junkers Flugzeug- und Motorenwerke.
Zum Luftgaukommando II kommandiert, wurde er im April Intendant beim Befehlshaber. Nach einem Jahr kam er im April 1938 zum Kommandierenden General der Luftflotte 1, deren Intendant er am 1. Juli 1939 wurde. Vom 11. März bis 21. Dezember 1943 war er Generalstabsintendant der Luftwaffe, danach bis zur Kapitulation bei der Luftflotte 3 in München. Am 9. Mai 1945 kam er in Kriegsgefangenschaft, aus der er 1947 entlassen wurde.

## Auszeichnungen
- Deutsches Kreuz in Silber (5. Januar 1945)